# Каффрский листонос
Каффрский листонос, или южноафриканский листонос (лат. Hipposideros caffer) — млекопитающее из семейства подковогубые (Hipposideridae), обитающее в Африке.
Длина тела от 8 до 9 см, размах крыльев 20 см. Вес в среднем 8—10 грамм. Самки немного меньше самцов. Окраска меха варьируется от сезона с серого до красновато-жёлтого.
Диапазон высот проживания колеблется от уровня моря до 2500 метров над уровнем моря. Этот вид встречается в саваннах и прибрежных лесах и, как правило, связан с реками и другими водоёмами при условии, что имеются пещеры и здания, где он может отдохнуть в течение дня. Колонии варьируются от небольших и средних групп до десятков или сотен особей.
Естественный враг — широкоротый коршун.
Вмешательство людей в места отдыха (пещеры) может иметь негативный эффект. Встречается в охранных районах по всему ареалу.